# Малые Отары
Малые Отары — деревня в составе Воздвиженского сельсовета в Воскресенском районе Нижегородской области.

## География
Находится на расстоянии примерно 12 километров по прямой на северо-восток от районного центра поселка  Воскресенское.

## История
Деревня основана переселенцами из села Большие Отары. Деревня входила в Макарьевский уезд Нижегородской губернии, в 1859 году отмечено 46 дворов и 320 жителей. Последний владелец – Спечинский. В 1911 году учтено 46 дворов, а в 1925 году 560 жителей.

## Население
Постоянное население составляло 64 человека (русские 97%) в 2002 году, 27 в 2010 году .